# David Acevedo
David Acevedo (Santa Fe, 20 februari 1937) is een voormalig Argentijns voetballer. 
Acevedo begon zijn profloopbaan in 1956 bij Independiente uit Avellaneda, een voorstad van Buenos Aires, waar hij bijna zijn hele carrière zou doorbrengen. Hij won drie titels met Independiente. In 1964 won hij tegen Nacional ook de Copa Libertadores. Hij beëindigde zijn carrière in 1959 bij Banfield.
In 1967 speelde hij ook vijf wedstrijden voor het nationale elftal. Coach Guillermo Stábile nam hem ook op in de selectie voor het WK 1958, maar stelde hem daar niet op. 